# 헐링
헐링(아일랜드어: Iománaíocht; Iomáint 이마니오크트, 이만트, 영어: hurling)은 막대기와 공을 이용한 구기 스포츠이다. 아일랜드에서 예로부터 행해졌다. 한 팀이 15명의 선수로 구성이 되며, 막대기로 공을 쳐서 상대방의 골문을 넘기면, 득점하게 된다.
헐링은 남성이 즐기는 고대 게일 아일랜드 출신의 야외 팀 게임이다. 아일랜드 고유의 게일어 게임 중 하나인 이 게임은 필드와 골, 선수 수, 많은 용어 등 게일식 축구와 많은 기능을 공유한다. 여성이 하는 동일한 게임을 카모지(camogie, camógaíocht)라고 하며, 이는 공통 게일 어근을 공유한다.
이 게임의 목적은 플레이어가 헐리(아일랜드어로는 camán, /ˈkæmən/ 또는 /kəˈmɔːn/로 발음)라고 불리는 물푸레나무 막대기를 사용하여 슬리터(sliotar, /ˈʃlˈtər/)라고 불리는 작은 공을 상대 골대 사이 또는 크로스바 너머로 치는 것이다. 1점 또는 크로스바 아래에서 골키퍼가 지키는 네트에 3점을 추가한다. 슬리터는 손에 쥐고 4걸음 이하로 들고 다닐 수 있으며, 공중에서 치거나 헐리로 땅에 내리칠 수도 있다. 단거리 패스를 위해 발로 차거나 손바닥으로 때릴 수 있다(핸드 패스). 4걸음 이상 공을 들고 싶은 선수는 스틱 끝에 달린 슬리터를 튕기거나 균형을 잡아야 하며(솔로), 선수가 소유한 동안 공은 2번만 다룰 수 있다.
선수의 발이 적어도 한 발 이상 지면에 닿아 있는 경우, 그는 공을 소유하고 있거나 공을 플레이하고 있는 상대 선수에게 어깨를 맞대고 돌격할 수 있다. 또는 두 선수 모두 공이 있는 방향으로 움직일 때 가능하다.
선수들은 보호 패딩을 착용하지 않는다. 안면 보호대가 달린 플라스틱 보호 헬멧은 2010년부터 모든 연령대에게 필수이다. 이 게임은 유니폼에 선수 이름이 없고 필드에서의 위치에 따라 선수 번호가 결정되는 등 "겸손의 요새"로 묘사되었다.
헐링은 게일체육협회(GAA)에서 관리한다. 그것은 전 세계에서 연주되며 아일랜드의 많은 지역에서 생활의 고정물이다. 헐링은 북미, 유럽, 호주, 뉴질랜드, 남아프리카, 두바이 및 아르헨티나의 아일랜드 디아스포라 회원들 사이에서 인기가 있다. 영화, 음악, 문학 등 예술 형식에 정기적으로 등장했다. 올아일랜드 시니어 헐링 챔피언십 결승전은 CNN이 선정한 "실시간으로 봐야 할 10가지 스포츠 이벤트"에서 올림픽 이후 FIFA 월드컵과 UEFA 유럽 챔피언십을 앞두고 2위로 선정되었다. BBC TV에서 킬케니와 워터포드 사이의 1959년 올 아일랜드 시니어 헐링 챔피언십 결승전을 취재한 후, 영국 축구 해설가인 케네스 울스텐홀름(Kenneth Wolstenholme)은 헐링을 세계에서 두 번째로 좋아하는 스포츠로 묘사하는 감동을 받았다. 알렉스 퍼거슨(Alex Ferguson)은 프리미어 리그 축구 클럽 맨체스터 유나이티드의 감독으로 재직하는 동안 선수들에게 동기를 부여하기 위해 올 아일랜드 시니어 헐링 챔피언십 결승전 영상을 사용했다. 선수들은 던지는 선수들의 체력과 강도의 기준에 움츠러 들었다. 2007년에 포브스 잡지는 게임의 연례 지방 헐링 결승전을 앞두고 털레스 타운의 미디어 관심과 인구 증가를 "3천만 명의 미국인이 지역 라크로스 게임을 보는 것과 대략 동일하다"고 설명했다.
유네스코는 헐링을 무형문화유산의 요소로 지정했다.

## 같이 보기
- 필드하키
- 라크로스